# Грифони (Сімферополь)
Баскетбольний клуб «Грифони» — український баскетбольний клуб із Сімферополя, заснований 1993 року. У сезонах 2008/09 і 2009/10 виступав в Українській баскетбольній лізі.

## Колишні назви
- «Грифони» (1993–2001)
- «Орлан» (2001–2004)
- «Орлан-КАПКС» (2004-2005)
- «Грифони-УЕУ» (2005–2006)

Сучасна назва з 2006 року.

## Історія
Ідея створення в місті Сімферополі першої чоловічої баскетбольної команди виникла 1993 року, коли учні ДЮСШ-2 у складі збірної Криму виграли першість України серед хлопців 1978 р. н. На основі цієї учбово-тренувальної групи, що складалася з 15 чоловік було створений баскетбольний клуб «Грифони». Назва команди була вибрана через те, що на гербі Криму був зображений грифон. На сезон 1993/94 команда заявилася в чемпіонаті України з баскетболу у другій лізі.
1995 року було виграно перший Кубок України ім. Олександра Волкова, і на базі вихованців команди «Грифони» була сформована юнацька збірна України, яка вперше виїхала на Чемпіонат Европи з баскетболу. Після цього команда вийшла в першу лігу.
У сезоні 1996/97 команда зайняла друге місце в першій лізі і отримала право підвищитися у вищу лігу чемпіонату України, проте через відсутність фінансування була вимушена повернутися в першу лігу.
2001 року у зв'язку зі зміною керівництва команда була перейменована в «Орлан» і за підсумками сезону 2001/02 виграла першу лігу та отримала право перейти у вищу лігу.
У результаті зміни керівництва беззмінний тренер з початку заснування клубу В'ячеслав Ашурков з основним складом вирішив відокремитися і знову організував окрему команду «Грифони» і пішов в першу лігу.
2006 року сімферопольці посіли 12-те місце в першій лізі.
У сезоні 2007/08 баскетбольний клуб «Грифони» був заявлений у вищу лігу, і в рік дебюту зайняв 10 місце з 18 учасників.
В сезоні 2008/09 команда виступала в Українській баскетбольній лізі, але посіла останнє місце. Після цього клуб припинив своє існування.
Впродовж практично всього часу існування клубу головним тренером команди був В'ячеслав Євгенійович Ашурков.

## Виступи в чемпіонатах України
| Сезон   | Ліга  | Місце |
| ------- | ----- | ----- |
| 1995/96 | Друга | 11    |
| 1996/97 | Перша | 2     |
| 1997/98 | Вища  | 12    |
| 1998/99 | Вища  | 11    |
| 1999/00 | Перша | 16    |
| 2000/01 | Перша | 18    |
| 2001/02 | Перша | 1     |
| 2002/03 | Вища  | 10    |
| 2003/04 | Вища  | 10    |
| 2004/05 | Вища  | 15    |
| 2005/06 | Перша | 14    |